# Попівка (Миргородський район)
Попі́вка (МФА: [popiŭka] ( прослухати)) — село в Україні, у Миргородському районі Полтавської області. Населення становить 1712 осіб. Входить до складу Комишнянської селищної громади.
Село особливо постраждало внаслідок геноциду українського народу, проведеного урядом СРСР 1932—1933 та 1946—1947. Так, протягом сумнозвісного Голодомору померло близько 1000 осіб (тобто майже кожний сьомий).

## Географія
Село Попівка розташоване на правому березі притоки Псла — річці Хорол, за 1,5 км від сіл Велика Грем'яча та Мала Грем'яча, за 20 кілометрів від райцентру Миргород та за 25 кілометрів від залізничної станції Миргород. Через південну частину села протікає річка Хомутець, також в селі є невеликі пересихаючі потічки: Шумейка та Яр.
У географічному відношенні село Попівка являє собою рівнину, яка у південно-східній частині перетинається пологими ярами. Ґрунт, в основному, чорноземний. У південно-східній частині села розташовані так звані степові ліси. Є, але в невеликій кількості, і солонцюваті ґрунти. Болота відсутні.
Рослинність характерна для лісостепу. В основному ростуть дуби, осики, ясени, вільхи, кленки, берестки, дикі яблуні і груші, зрідка — граби і горобина. В останні роки широкого розповсюдження набув американський клен. Як підлісок, поширена ліщина. По шляху, що тягнеться повз Попівку, ростуть осокори (тополі пірамідальні). Основними представниками рослинності в селі Попівка є культурні рослини.
Тваринний світ села Попівки характерний для представників степової і лісової смуги. Тут водяться, крім свійських тварин, різні гризуни, зокрема, миші, ховрашки, тушкани, які завдають значної шкоди сільському господарству. В селі водяться також і «кам'яні» (гірські) куниці.
У зв'язку з тим, що село Попівка з двох сторін оточене лісовими масивом, який тягнеться до самої Полтави на відстань до 100 км, жителі села часто зустрічаються з такими лісовими тваринами, як: олень, коза, лось, дикі свині, лисиця, заєць, білка, борсук, єнот, тхір, ласка. Рідко, але трапляються і вовки.
У селі Попівка, як і в усій Полтавській області, водяться степові і лісові птахи. Тут водяться ворони, сороки, шуліки, сої, куріпки, яструби-перепелятники, жайворонки, перепели, галки, солов'ї, шпаки, дрозди, одуди, зозулі, синиці, кібчики, горобці, малинівки, дятли, ластівки, голуби, жовтобрюхи.
У ставках водиться риба: коропи, карасі, товстолобики, окуні, білий амур.
А ставки є різні: найбільший ставок Пропій, який складається в свою чергу з двох менших ставків, Грем'ячанський ставок у селі Велика Грем'яча, на річці Шумейці є каскад ставків Пугачівський, Зозуль чин (Даценків), Дудників, Карликовий, Лендин, Карпенків, Риженків.

## Історія
Історія заснування села Попівка сягає ще до часів Богдана Хмельницького. Адже, "із заснуванням гетьманом Богданом Хмельницьким полкового устрою Попівка увійшла до Миргородської міської сотні... Тоді ж село стає ранговим володінням миргородського полковника Данила Апостола. Згодом воно пожалуване йому гетьманським універсалом і царською грамотою в довічне користування. 1726 року Попівка була передана Хорольські сотні..."
У кінці ХІХ — на початку ХХ ст. Попівка (на той час містечко) була центром гончарства. Торгівці містечка вели жваву діяльність з оптової закупівлі гончарних виробів у сусідніх осередках і збуту їх на Південь України.
21 листопада 2014 року у селі невідомі завалили пам'ятник Леніну.
У 2016 році з нагоди свята Покрови Пресвятої Богородиці встановили пам'ятний знак «борцям за волю України» у вигляді лапчатого хреста. Хрест зроблено у вигляді клиноподібного козацького хреста, на якому розміщені дві схрещені шаблі, що символізує боротьбу за свободу, за незалежність рідної держави. Монумент борцям за незалежність встановили козаки попівської сотні (сотник Іван Колодько) і присвятили загиблим козакам, гайдамакам, повстанцям, тим, хто завжди воював за рідну землю незалежно в які роки, сторіччя.
До 2020 року орган місцевого самоврядування — Попівська сільська рада.

## Населення

### Мова
Розподіл населення за рідною мовою за даними перепису 2001 року:
| Мова            | Кількість | Відсоток |
| --------------- | --------- | -------- |
| українська      | 2277      | 98.74%   |
| російська       | 24        | 1.04%    |
| білоруська      | 2         | 0.09%    |
| румунська       | 1         | 0.04%    |
| інші/не вказали | 2         | 0.09%    |
| Усього          | 2306      | 100%     |

## Економіка
- Молочно-товарна і птахо-товарна ферми.
- «Батьківщина», ПП.

## Об'єкти соціальної сфери
- Попівська ЗОШ 1-3 ступенів — вул. Центральна, 96

- Дитячий садок «Веселка» — вул. Центральна, 96

- Будинок культури — вул. Центральна, 98

- Книгозбірня (бібліотека) — вул. Центральна, 98

- Краєзнавчий музей — вул. Степанівська, 2

## Відомі люди
- Вакула Раїса Савівна — українська художниця декоративно-ужиткового мистецтва.
- Шевченко Владислав Олександрович — український актор, театральний режисер. Заслужений діяч мистецтв України.
- Орел Анатолій Андрійович (* 1943) — український поет
- Філянський Микола Григорович — український поет
- Бойко Антон Гаврилович (1904-1955) - директор Полтавського педінституту в 1943-1944 роках.

## Також
- Перелік населених пунктів, що постраждали від Голодомору 1932—1933 (Полтавська область)